# Neotrichedocla
Neotrichedocla is een geslacht van wantsen uit de familie van de Reduviidae (Roofwantsen). Het geslacht werd voor het eerst wetenschappelijk beschreven door André Villiers in 1962.

## Soorten
Het genus bevat de volgende soorten:

- Neotrichedocla elegantula (Villiers, 1958)
- Neotrichedocla nigra (Miller, 1950)
- Neotrichedocla quadrisignata (Stål, 1855)
- Neotrichedocla surcoufi Villiers, 1972